# Никсон, Пэт
Те́льма Кэ́трин Ра́йан «Пэт» Ни́ксон (англ. Thelma Catherine Ryan "Pat" Nixon; 16 марта 1912, Или, Невада — 22 июня 1993, Парк-Ридж, Нью-Джерси) — первая леди США с 20 января 1969 года по 9 августа 1974 года, супруга 37-го президента Соединённых Штатов Америки от Республиканской партии Ричарда Никсона.

## Биография
Родилась в Неваде. Выросла в Лос-Анджелесе, Калифорния. В 1929 году окончила среднюю школу, затем обучалась в Фуллертонском колледже. По окончании колледжа проходила обучение в Университете Южной Калифорнии. Для оплаты образования работала на нескольких рабочих местах, в том числе в аптеке, машинисткой и рентгенологом. В 1940 году вышла замуж за Ричарда Никсона, работавшего в тот момент юристом; у них родились две дочери. Вместе с мужем Пэт участвовала в его успешной кампании на выборах в Конгресс в 1946 и 1948 годах. Позже Ричард Никсон был избран вице-президентом при президенте Дуайте Эйзенхауэре, и она стала «второй леди Соединённых Штатов». В качестве второй леди Пэт провела со своим мужем множество миссий доброй воли, которые получили благоприятное освещение в средствах массовой информации, а летом 1959 года они вместе посетили Советский Союз. Помогала мужу в его обеих президентских кампаниях — в неудачной кампании 1960 года и в успешной 1968 года.
В 1972 году Пэт Никсон заложила традицию дважды в год открывать для публики сад Белого дома.

## Семья
- Супруг: Ричард Милхауз Никсон (9 января 1913 — 22 апреля 1994) (в браке с 21 июня 1940 года).
- Дети:

- Триша «Патрисия» Никсон-Кокс (род. 21 февраля 1946).
- Джули Никсон Эйзенхауэр.